# 岡崎好秀
岡崎 好秀（おかざき よしひで、1952年 - ）は、日本の歯科医師、小児歯科医。大阪府生まれ。国立モンゴル医学科学大学客員教授。専門は小児歯科・障がい児歯科・健康教育。

## 来歴
愛知学院大学歯学部卒業。専門は小児歯科。大阪大学歯学部小児歯科を経て岡山大学病院小児歯科勤務、岡山大学病院小児歯科講師。歯科医師の傍ら小児歯科を中心に児童向けの歯科教育本、歯科指導書籍などを執筆している。

## 単著
- 『よい歯をつくろう! 虫歯予防コース (のんちゃんたちの口の中探険) 』大修館書店、1991年11月
- 『楽しくおいしく食べよう!かみかみコース (のんちゃんたちの口の中探険)  』大修館書店、1992年9月
- 『なるほど・ザ・保健指導 セルフケア編 』クインテッセンス出版、1996年6月
- 『楽しさ100倍!保健指導―心が動けば体も動く』クインテッセンス出版、2000年8月
- 『泣かずにすませる小児歯科診療』松風、2003年
- 『カムカム大百科 -歯科医から見た食育ワンダーランド-』東山書房、2008年10月
- 『教えて恐竜! ぼくたちの大切な歯』少年写真新聞社、2011年7月
- 『カミカミ健康学 ひとくち30回で107さい』少年写真新聞社、2015年2月
- 『カミカミおもしろだ液学: だ液は健康を守る“まほうの水"』少年写真新聞社、2016年10月
- 『世界最強の歯科保健指導 上巻 』クインテッセンス出版、2017年7月

## 所属団体
- 国立モンゴル医学科学大学客員教授
- 日本小児歯科学会指導医
- 日本障害者歯科学会認定医 評議員
- 日本口腔衛生学会認定医 評議員
- 禁煙科学会学術委員
- 国際歯科学士会（ICD）会員